# Torneo Godó 1987
Il Torneo Godó 1987 è stato un torneo di tennis giocato sulla terra rossa. È stata la 35ª edizione del Torneo Godó,
che fa parte del Nabisco Grand Prix 1987. Si è giocato al Real Club de Tenis Barcelona di Barcellona in Spagna, dal 21 al 27 settembre 1987.

## Campioni

### Singolare
Martín Jaite ha battuto in finale  Mats Wilander con il punteggio di 7–6, 6–4, 4–6, 0–6, 6–4

### Doppio
Miloslav Mečíř /  Tomáš Šmíd hanno battuto in finale  Javier Frana /   Christian Miniussi con il punteggio di 6–1, 6–2